# Kali (futbolista)
Carlos Manuel Gonçalves Alonso, conocido como Kali (Luanda, 11 de octubre de 1978) es un exfutbolista de Angola que jugaba de defensa central y su último equipo fue el Clube Desportivo Primeiro de Agosto de Angola.

## Selección nacional

### Participaciones con la selección
| Torneo                                  | Sede                    | Resultado        |
| --------------------------------------- | ----------------------- | ---------------- |
| Copa Africana de Naciones de 2006       | Egipto                  | Primera ronda    |
| Copa Mundial de Fútbol de 2006          | Alemania                | Primera fase     |
| Copa Africana de Naciones de 2008       | Ghana                   | Cuartos de final |
| Copa Africana de Naciones de 2010       | Angola                  | Cuartos de final |
| Campeonato Africano de Naciones de 2011 | Sudán                   | Subcampeón       |
| Copa Africana de Naciones de 2012       | Gabón/Guinea Ecuatorial | Primera ronda    |

## Trayectoria
| Clubes profesionales |                                     |                  |
| Período              | Club                                | Partidos (goles) |
| 1998 - 2001          | FC Barreirense                      | ? (?)            |
| 2001 - 2005          | C.D. Santa Clara                    | 2 (0)            |
| 2005 - 2006          | FC Barreirense                      | 11 (0)           |
| 2006 - 2009          | FC Sion                             | 90 (0)           |
| 2009                 | A.C Arles                           | 7 (1)            |
| 2010 - 2014          | Clube Desportivo Primeiro de Agosto | 1 (0)            |
| Selección nacional   |                                     |                  |
| 2003 - 2012          | Angola                              | 59 (0)           |